# Сколковский институт науки и технологий
Ско́лковский институ́т нау́ки и техноло́гий (Сколте́х) — российское негосударственное технологическое высшее учебное заведение. Институт занимается научной, исследовательской и образовательной деятельностью. В 2019 году Сколтех занял 97 место в рейтинге 150 ведущих молодых вузов Nature Index. В 2021 Сколтех поднялся в рейтинге и занял 65-е место в рейтинге 150 ведущих молодых вузов Nature Index. В 2021 году впервые вошёл в предметный рейтинг 50 ведущих молодых университетов в области физических наук Nature Index и занял там 35-е место. В 2021 году занял 21-е место в Топ-25 развивающихся молодых университетов Nature Index.
Институт основан в 2011 году при участии Массачусетского технологического института (MIT), который в рамках трёхлетнего контракта вместе с проектной группой занимался разработкой концепции нового университета, подбором профессуры и подготовкой образовательных материалов.
Обучение в Сколтехе ведётся по Болонской системе и на английском языке. На 2021 год в вузе обучалось 1063 магистранта и аспирантов из 48 стран. Сколтех имеет одни из самых высоких показателей публикационной активности среди молодых университетов мира в журналах Nature Index, за что в 2018-м получил награду Rising Star of Citation Impact от компании Clarivate Analytics, которая владеет платформой Web of Science. В 2021 году Guide2Research назвал Сколтех лучшим в России университетом в области компьютерных наук.
26 февраля 2022 года Массачусетский технологический институт (MIT) объявил о прекращении сотрудничества со Сколковским институтом науки и технологий в связи с вооружённым конфликтом между Российской Федерацией и Украиной. По этой же причине Институт науки и технологии (вместе с Фондом «Сколково» и Технопарком «Сколково») был включён в санкционный список Министерства финансов США, Австралии, Украины и Новой Зеландии.

## История
Инновационный центр «Сколково» и Сколковский институт науки и технологий были частью программы «Экономическое развитие и инновационная экономика», инициированной президентом России Дмитрием Медведевым (2008—2012). Институт создавался на основе опыта американских и европейских университетов при участии стратегического партнёра в лице Массачусетского технологического института (MIT). MIT был единственным международным университетом, который помимо консультаций предложил всестороннее участие в создании Сколтеха, был готов предоставить новому университету свою методологию и откомандировать профессуру. Свою роль сыграл прежний опыт MIT в запуске новых технологических университетов, ориентированных на сочетание научной, образовательной и инновационной деятельности. MIT участвовал в модернизации технологических институтов в Сингапуре (SUTD, NUS) и Португалии (NTU), работал над созданием Индийского института технологии (IIT), Института технологии и науки Бирлы в Пилани (BITS), Технологического университета имени Шарифа (AUMT). Переговоры с американским университетом заняли около года, и по их итогу было заключено трёхлетнее соглашение, в рамках которого MIT принял участие в разработке концепции нового университета, подборе профессуры и подготовке образовательных материалов. Сумма контракта составила 302,5 млн долларов: 152 млн в форме гранта и 150,5 млн за обозначенные выше услуги в течение трёх лет.
В 2011 году для проектирования Сколтеха была сформирована проектная группа, в которую вошли представители MIT, сотрудники фонда «Сколково», ректор, руководство института и первые профессора нового университета. Они сформулировали цели Сколтеха, его видение, бюджет, таймлайн и план найма ключевых сотрудников. Сколтех создавался по современным мировым стандартам. В институте планировалось совместить образовательную и научную деятельность, чтобы сделать обучение более прикладным и добавить свежие идеи молодых специалистов в исследовательские программы. В миссию нового университета была включена задача по интеграции мировых моделей научной работы и образования с лучшими практиками российской науки и культурой инноваций и предпринимательства. Предполагалось, что реализованные в Сколтехе принципы станут образцом для модернизации других российских университетов.
Учредителями Сколтеха выступили МФТИ, ТПУ, московская школа управления «Сколково», РЭШ, Роснано, РВК, ВЭБ.РФ, Фонд содействия развитию малых форм предприятий в научно-технической сфере, Научный центр РАН в Черноголовке и Сбербанк (вошёл в число учредителей в декабре 2019 года). Первым президентом и ректором Сколтеха стал профессор MIT Эдвард Кроули. В конце 2015 года у Кроули истёк контракт, и с февраля 2016 года институт Сколтех возглавил академик РАН Александр Кулешов.
Создание Сколтеха было окружено широкими дискуссиями, особенно вокруг выбора партнёра. Так, председатель научно-консультативного совета Сколтеха Жорес Алфёров в целом был против иностранных партнёров, настаивая на самобытности российской науки, что ему в итоге не помешало эффективно работать с группой MIT. Приглашённый Алфёровым сопредседатель, профессор Стенфордского университета Роджер Корнберг в переписке с Вексельбергом назвал соглашение с MIT необоснованной тратой денег, считая, что профессура Сколтеха могла справиться с задачей создания университета без помощи иностранного партнёра (Стенфорд изначально тоже рассматривался на роль парнёра в создании Сколтеха). Оба были за смену первого ректора Сколтеха Эдварда Круоули. Алфёров же позже признавал, что территория «Сколково» развивает страну.

## Исследовательская деятельность

### Центры науки, инноваций и образования
Научная и образовательная деятельность в Сколтехе изначально была организована вокруг ключевых направлений развития российской экономики. На 2020 год следующие области науки являются ключевыми направлениями, вокруг которых построена структура института: наука о данных, искусственный интеллект; науки о жизни, здоровье и агротехнологии; современные методы проектирования, перспективные материалы и современная инженерия; энергоэффективность и энергопереход; фотоника и квантовые технологии; нефтегазовые технологии; перспективные исследования.
Главной структурной единицей научно-исследовательского и образовательного процесса в Сколтехе являются Центры науки, инноваций и образования (сокращённо ЦНИО, перевод с англ. Centers for Research, Education and Innovation, CREI). В отличие от традиционной модели, в которой факультеты построены вокруг академических дисциплин, ЦНИО ориентированы на решение прикладных задач. Направления работы ЦНИО были выбраны из числа перспективных отраслей, которые в 2012 году определила возглавляемая MIT международная комиссия с учётом приоритетов Сколтеха и «Сколково», возможностей формировать междисциплинарные команды внутри института и выстраивать индустриальные и научные партнёрства.
На 2022 год в структуре Сколтеха работало 14 научных центров:
- Центр технологий искусственного интеллекта
- Центр молекулярной и клеточной биологии
- Центр нейробиологии и нейрореабилитации имени Владимира Зельмана[43]
- Центр системного проектирования
- Центр науки и технологий добычи углеводородов
- Центр технологий материалов
- Центр фотоники и фотонных технологий
- Центр инженерной физики
- Проектный центр беспроводной связи и интернета вещей
- Проектный центр агротехнологий
- Проектный центр по энергопереходу и ESG
- Центр перспективных исследований
- Центр энергетических технологий
- Центр прикладного искусственного интеллекта

Каждый ЦНИО ведёт исследовательскую, образовательную и деятельность по коммерциализации инноваций, отдавая им равный приоритет. ЦНИО служат основой для взаимодействия Сколтеха с другими научными институтами, участвуют в совместных распределённых исследовательских программах. ЦНИО возглавляет директор, который отчитывается перед первым проректором. Директор определяет направления исследований, привлекает финансирование и выступает ментором для младшей профессуры. Деятельность центров оценивается по количеству и качеству научных публикаций, достижениям студентов, созданию ноу-хау, объектов интеллектуальной собственности и объёму привлечённых средств. В рамках ЦНИО работают лаборатории, которые специализируются на отдельных областях и занимаются решением конкретных задач. В лабораториях воплощена концепция «замкнутого круга инноваций»: есть всё необходимое для формулирования идеи, проектирования и прототипирования, тестирования, производства продукта для дальнейшей презентации научному руководству или инвестору.

### Публикации
Сколтех имеет одни из самых высоких показателей публикационной активности среди молодых университетов мира в журналах Nature Index. За 2013—2019 годы профессора и научные сотрудники Сколтеха совместно с коллегами из более чем 900 вузов и научных центров со всего мира подготовили 7528 научных публикаций. В 2018 году показатель публикация / профессор Сколтеха в журналах группы Nature составил 0,5 — столько же имеет Корейский институт передовых технологий (KAIST), который занял 4 место в рейтинге TOP100 Nature Index 2019 Young University. Также в 2018 году компания Clarivate, владеющая платформой Web of Science, вручила Сколтеху награду Rising Star of Citation Impact за самый быстрый рост числа и цитируемости научных публикаций среди российских вузов в 2017 году. В 2019 году статья[какая?] четырёх сотрудников Сколтеха (Егора Захарова, Александры Шишея, Егора Буркова и профессора Виктора Лемпицкого), посвящённая технологии распознавания и генерации лиц, стала самой цитируемой на онлайн-ресурсах по данным наукометрического сервиса Altmetric Top 100 за все 7 лет его существования (сервис измеряет реакцию на научные публикации в сети, в том числе на форумах, в СМИ, государственных документах, социальных сетях и т. д.). В 2022 году профессора Сколтеха Артём Оганов и Анджей Чихоцкий, а также доцент Дмитрий Чудаков, вошли в рейтинг высокоцитируемых исследователей по версии Clarivate, составляемый по данным Web of Science (Highly Cited Researchers™), также Анджей Чихоцкий и Артём Оганов, вместе с профессорами Глебом Сухоруковым, Михаилом Гельфандом, Владимиром Терзия, Иваном Оселедцем, Станиславым Смирновым, Антоном Забродиным, Альбертом Насибулиным, Андреем Маршаковым, Александром Шапеевым, Евгением Николаевым, Игорем Шишковским и Владимиром Драчёвым вошли в «список Иоаннидиса» — обновлённую базу стандартизированных показателей цитируемости учёных по всем областям науки, в который входят 2 % наиболее часто цитируемых учёных в своих областях (ELSEVIER).

### Инфраструктура
Серьёзные научно-исследовательские задачи требуют серьёзных вложений в оборудование. Так, кристаллограф и профессор Сколтеха Артём Оганов отмечает, что качественное оборудование является залогом возвращения учёных из-за рубежа. Поскольку доступ к хорошему оборудованию чрезвычайно важен для учёных, то Сколтех не только обустраивает свои лаборатории, но и открывает к некоторым коллективный доступ.
- В Центре прикладного искусственного интеллекта в январе 2019 года был запущен суперкомпьютер «Жорес». Он предназначен для решения задач в сферах биомедицины, компьютерного зрения, дистанционного зонирования, обработки данных, высокопроизводительных вычислений, квантовых вычислений, сложных расчётов для сельского хозяйства, химической отрасли, а также разработки новых источников рентгеновского и гамма-излучения. «Жорес» построен на базе серверов Dell PowerEngine, процессоров Intel Xeon и ускорителей вычислений Nvidia на базе архитектуры Volta[52][53].
- В лаборатории аддитивного производства, входящей в Центр технологий материалов, в конце 2017 года было оборудование промышленного уровня для трёхмерной печати из различных материалов. Принтер InssTek MX1000 предназначен для «печати» объектов из меди, алюминия и титана; Trumpf TruPrint 1000 — для работы с нержавеющей сталью, 3DCeram Ceramaker 900 выпускает детали из керамики, 3D Systems ProJet 4500 — из пластика. Лаборатория занимается сопоставлением свойств материалов до и после печати и с помощью математических моделей изготавливает на принтерах изделия с заданными характеристиками[54].
- На 2020 год в Сколтехе работало или находилось на этапе прототипирования 6 Центрах коллективного пользования (ЦКП) с частью высокоточного оборудования. В ЦКП «Фаблаб и мастерская», созданном на основе студенческой мастерской, посетителям доступны различные материалы (пластик, дерево, металлы, различные сплавы) и инструменты: станки с ЧПУ для электроэрозионной обработки, сварки, пайки, литья, покраски, лазерные резаки, 3D-принтеры и т. д. ЦКП «Кластер обработки и хранения данных» предоставляет лабораториям, сколтеховским стартапам и другим заказчикам вычислительные ресурсы и хранилища данных. Центр «Визуализация высокого разрешения» оборудован электронными микроскопами для анализа материалов, в том числе двухлучевым сканирующим электронным микроскопом Helios G4 с фокусируемым ионным пучком и просвечивающим электронным микроскопом Titan Themis Z (это второй микроскоп подобной модели в России, первый установлен в Курчатовском институте[3])[55]. ЦКП «Чистые помещения для микро- и нанообработки» — первый проект Центра исследовательской инфраструктуры, направленный на формирование высокотехнологичной инфраструктуры для производства и тестирования фотонных интегральных схем и устройств[56].
- В лаборатории органической геохимии Центра добычи углеводородов установлены уникальные пиролизеры трубы горения (кроме Сколтеха такие установки есть только в Канаде и Индии), которые позволяют изучить и улучшить способ добычи тяжёлой нефти[57][58].
- Также Сколтех первым в России установил в лаборатории хромато-масспектрометр Pegasus 4D производства компании Leco, сочетающий двумерную газовую хроматографию и времяпролётную масс-спектрометрию[59].

### Исследовательские партнёрства
Академические
Учёные из Сколтеха реализуют проекты при грантовой поддержке Российского фонда фундаментальных исследований. В 2019 году РФФИ предоставил гранты 55 сколтеховским учёным, включая 9 грантов на поддержку совместных исследований с коллегами из Тайваня, Израиля, Норвегии, Германии, Франции и стран БРИКС. В августе 2020 года четыре научные группы из Сколтеха получили от РФФИ гранты, направленные на финансирование научных проектов, связанных с коронавирусом Covid-19. Исследования также проводятся при поддержке Российского научного фонда (РНФ). Например, при грантовой поддержке фонда было проведено исследование сильного взаимодействия света с органическими веществами (совместно с учёными из Университета ИТМО, Нанкинского университета и Шеффилдского университета), подтверждена возможность использования «твёрдого углерода» в качестве анодного материала для натрий-ионных аккумуляторов (при участии представителей МГУ, Токийского университета и Страсбургского университета, созданы новые сверхпроводники из соединений водорода и редкоземельного материала празеодима (совместно с китайскими коллегами) и разработана система экспресс-диагностики заболеваний лёгких. Кроме того, РНФ принял непосредственное участие в запуске совместно с «Газпром нефтью» лаборатории компьютерного дизайна материалов в Сколтехе.
В 2021 году объем грантового финансирования достиг рекордного уровня — 808 млн. рублей. Грантовое финансирование поступало из различных источников, наибольшая доля – от российских научных фондов и организаций, включая «мегагранты» на создание лабораторий мирового уровня. Среди крупных проектов:  разработка инвазивных и неинвазивных интерфейсов для нейрореабилитации двигательных функций и контроля боли, прогноз изменения свойств мерзлых гидратосодержащих пород при освоении месторождений углеводородов в Арктике, геномная эпидемиология социально-значимых инфекционных заболеваний, поиск новых катализаторов для дешевого электрохимического производства водорода.
Сотрудничество со странами Европы Сколтех поддерживает в рамках программ с Глобальным фондом поддержки исследований Технического университета Мюнхена, Национальным институтом исследований в области компьютерных наук и автоматизации (INRIA), Технологическим институтом Карлсруэ, Институтом твердого тела и исследований материалов им. Лейбница. Сколтех и Университет Шаржи открыли совместную программу исследований по тематике искусственного интеллекта. На основе заявок Научный совет программы выбрал пять проектов к запуску в 2022 году. Расширены академические связи с КНР: Лаборатория сверхпроводящих квантовых технологий (Центр инженерной физики) приступила к совместным исследованиям с Научно-техническим университетом Китая и Университетом Цинхуа. Центр молекулярной и клеточной биологии начал исследовательский проект с Чжэцзянским университетом о роли вторичной структуры РНК в регулировании альтернативного сплайсинга и связанных с ним лекарственных мишеней (руководитель проекта проф. Дмитрий Первушин). Сколтех был представлен и в крупных международных инициативах. Профессор Георгий Базыкин принял участие в консорциуме БРИКС, созданном для обмена опытом и консолидации усилий в области геномной эпидемиологии SARS-CoV-2. Участие в консорциуме позволило Сколтеху оперативно получить доступ к первичным данным о штаммах SARSCoV-2, впервые выявленных в Индии и Южной Африке. Соглашения о сотрудничестве заключены в ходе встреч на правительственном уровне с Университетом Бен-Гуриона в Негеве, Делийским университетом, Национальным университетом Сингапура.
В ноябре 2018 года Сколтех, Броадовский институт и Ратгерский университет договорились о сотрудничестве в области изучения и коммерциализации новых версий геномного редактора CRISPR.
В числе академических партнёров Сколтеха многие российские университеты. Например, институт запускал совместные программы магистратуры с СВФУ, ГУАПом, КФУ, ВШЭ, ТПУ, МФТИ, ДВФУ и другими вузами. С сентября 2019 года на базе Сколтеха, КФУ, УГАТУ, БГУ и БГМУ работает распределённая Лаборатория интегральной фотоники и новых материалов.
Индустриальные
Часть лабораторий Сколтеха была открыта в сотрудничестве с крупными высокотехнологическими компаниями. Партнёром института в создании лаборатории аддитивного производства выступила швейцарская компания OC Oerlikon. В сотрудничестве с РНФ и «Газпромнефть НТЦ» в сентябре 2019 была открыта лаборатория компьютерного дизайна материалов. С 2020 года сотрудники и студенты Сколтеха вместе со специалистами МТС занимаются исследованиями в области обработки естественного языка в совместной лаборатории искусственного интеллекта. Также в институте работает лаборатория прикладных исследований, запущенная вместе со Сбербанком, совместная лаборатория Сколтеха и компании Topcon и лаборатория Сколтеха и ПАО «КАМАЗ» по разработке автомобильных батарей.
Ряд компаний предоставляют стипендии и гранты студентам Сколтеха. Например, в сотрудничестве с Центром наук о жизни Сколтеха Philip Morris International предоставляет стипендию для поддержки молодых учёных, работающих в области системной, клеточной и молекулярной биологии. Индустриальные партнёры, такие как Philips, также сотрудничают со Сколтехом в направлении НИОКР.
На базе Сколтеха действует Центр компетенций НТИ «Технологии беспроводной связи и интернета вещей». В рамках центра был разработан проект национального стандарта для связи умных устройств OpenUNB. Также в 2019 году в рамках программы «Цифровая экономика» Минкомсвязи выбрало Сколтех в качестве лидирующего исследовательского центра для разработки единого цифрового платформенного решения для реализации в России сетей стандарта 5G. В Центре компетенций НТИ на базе Сколтеха была запущена первая в стране базовая станция 5G и развёрнута опытная зона для российских разработчиков радиооборудования.

## Образовательный процесс

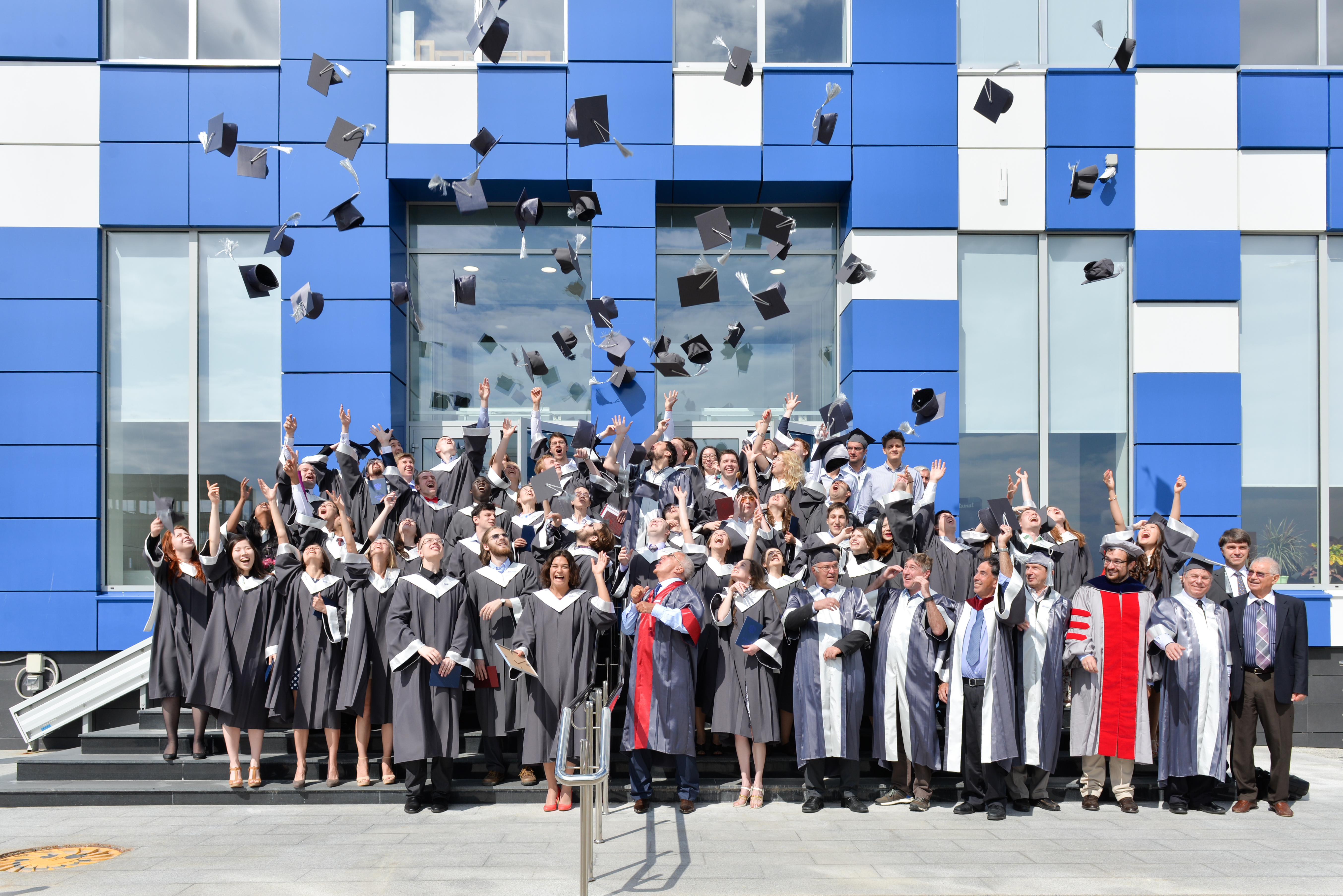
Выпускники 2016 года

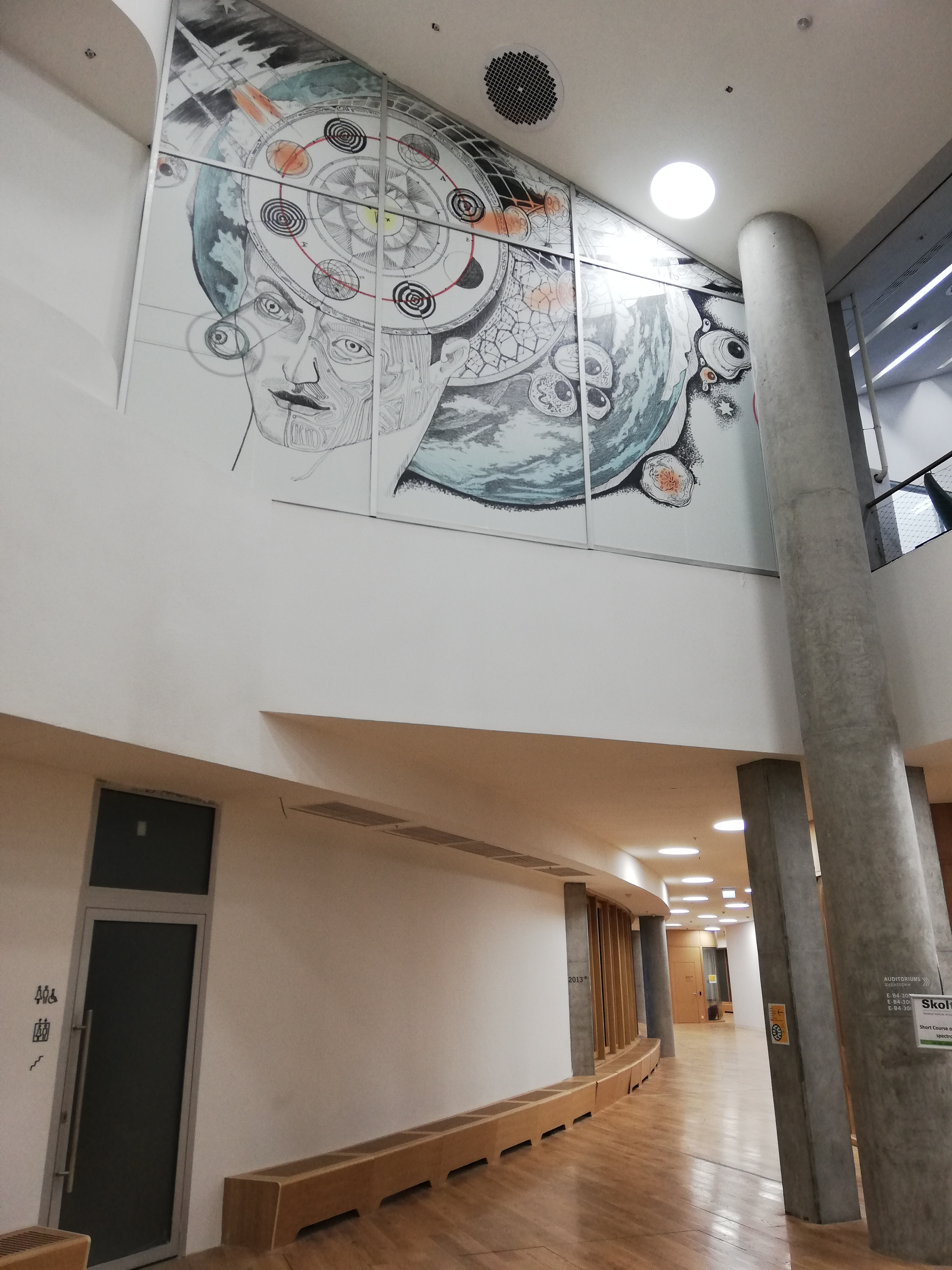
Интерьеры Сколтеха, 2019 год

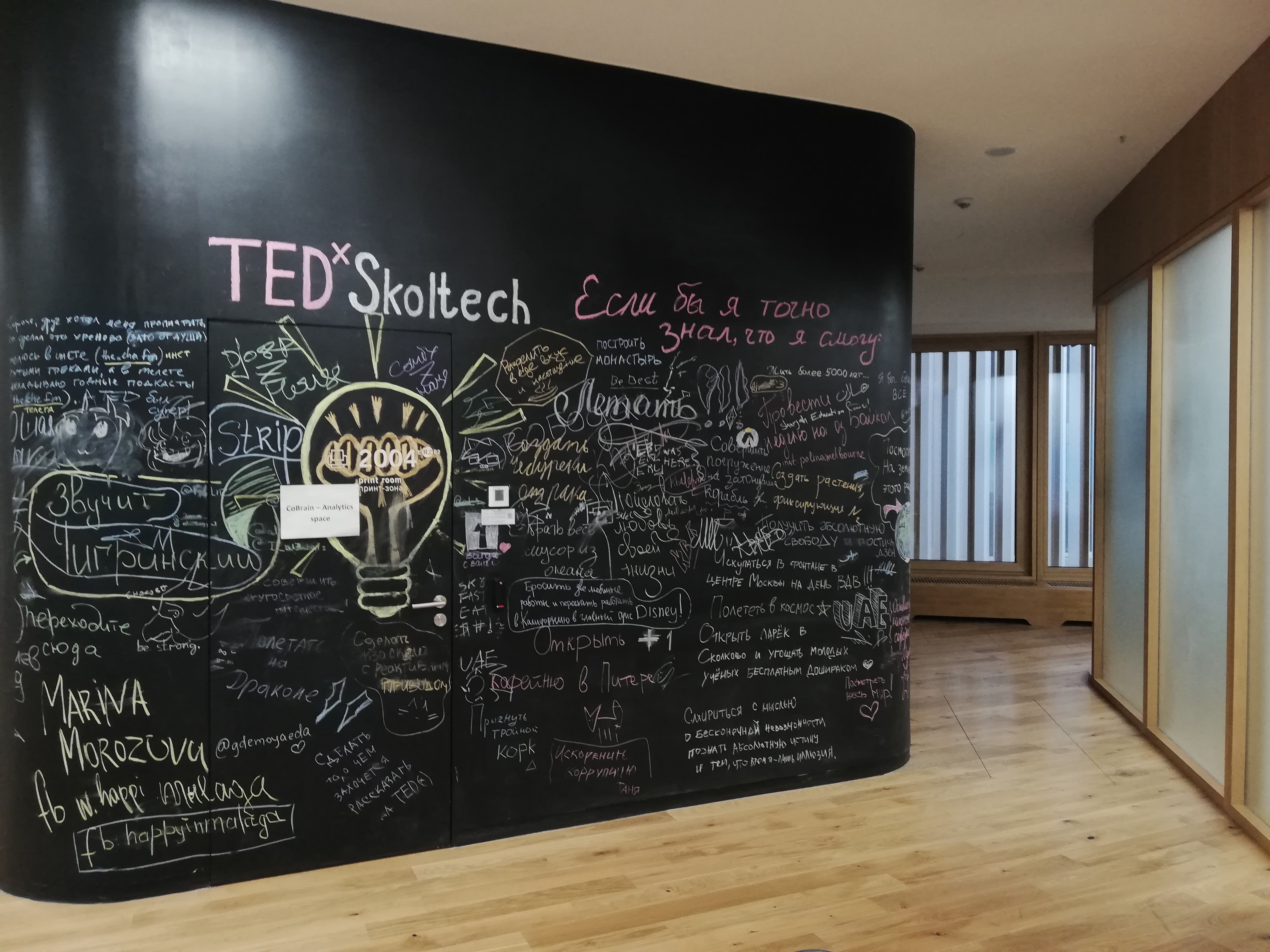
Интерьеры Сколтеха, 2019 год

Для поступления в Сколтех абитуриенту необходимо подать портфолио и пройти онлайн-экзамены по профильным дисциплинам, подтвердить уровень владения языка результатами TOEFL, IELTS или дипломом предыдущего образования на английском, предоставить рекомендации от двух отраслевых экспертов и пройти собеседование с профессорами профильного ЦНИО. В 2021 году из 17808 абитуриентов были отобраны 263 магистра и 129 аспирантов, то есть конкурс составил 45 человек на место. Всего на 2021 год в Сколтехе учились 1070 студентов из 43 стран.
Сколтех предлагает два уровня образовательных программ, соответствующих Болонскому процессу: 2-летнюю магистратуру и 4-летнюю аспирантуру. Решение ограничиться последипломным образованием на начальном этапе было принято, чтобы избежать конкуренции за бакалавров с другими технологическими университетами и ускорить проведение исследований и трансфер инноваций на рынок, что критически важно для университетов-стартапов, таких как Сколтех. Одиннадцать программ магистратуры, аккредитованные в Рособрнадзоре, соответствуют приоритетным для Сколтеха областям. Научная работа магистра должна включать как фундаментальные исследования, так и практическое применение их результатов. Магистры выбирают направление и научного руководителя в первые 4 месяца обучения. Аспирантская программа была разработана с ориентацией на международные требования к степени Ph. D, то есть с превышением российских стандартов, защиту их диссертаций принимает государственная комиссия, в которую входят представители других вузов.
Студенты получают знания в различных областях, практически навыки индивидуальной и командной работы, понимание процесса развития инноваций. Этот подход соответствует «четырём столпам» всеобщего образования ЮНЕСКО: «научиться познавать; научиться делать; научиться быть; научиться жить вместе». В основе образовательной модели Сколтеха лежит концепция тройной спирали, предполагающая непрерывный процесс создания, передачи и внедрения нового знания, тесное взаимодействия университета с реальным сектором экономики и государством для развития инноваций. Образовательные программы построены по разработанному командой Эдварда Кроули в MIT стандарту CDIO (англ. Conceiving — Designing — Implementing — Operating, то есть планировать — проектировать — производить — применять), при котором важнейшей частью обучения становится работа проектных команд, создающих в процессе новые компании и продукты.
Образовательные программы разрабатываются профессорами с учётом возможностей междисциплинарной работы нескольких ЦНИО. Обучение построено по модульной структуре: студент сам выбирает курсы, и вместо оценок получает «кредиты» — так называемые ECTS (European Credit Transfer System). За время прохождения двухлетней магистратуры ему необходимо набрать не менее 120 ECTS. Учебный год для аспирантов начинается с ноября, для магистров — с сентября. Занятия проходят на английском языке в группах 20—30 человек. Обучение включает обязательные 8-недельные летние стажировки в индустрии. Студенты выполняют проекты у индустриальных партнёров Сколтеха или самостоятельно выбирают компанию. В Сколтехе существует учебный курс с множеством включённых дисциплин, обязательный для студентов всех направлений подготовки — «Мастерская инноваций», сосредоточенный на инновациях и предпринимательстве, курсом руководит эксперт в области биотехнологий Дмитрий Кулиш.
За сбалансированностью образовательных программ следит комитет по образовательной деятельности. Большую роль в оценке играют отзывы студентов, которые те предоставляют дважды: в течение первых двух недель обучения и в конце семестра. Проректор по учебной работе изучает оценки и предлагает улучшения, которые рассматривает руководство Сколтеха. Оценки курсов учитываются в рамках ежегодной оценки работы профессорского состава.

### Образовательные партнёрства
У Сколтеха множество академических партнёров. В рамках первого соглашения в 2011—2015 годах он разработал десятки академических курсов и семинаров и запустил программы, по которым студенты Сколтеха смогли обучаться в MIT. С того времени институты совместно провели 15 международных научных конференций. Второй этап сотрудничества (2016—2018) получил название MIT Skoltech Program и был сосредоточен на коллаборации учёных из MIT и Сколтеха. За этот период институты реализовали около 60 совместных проектов, в том числе при поддержке грантовой программы MIT Skoltech Seed Grants. Например, в рамках общих исследований был разработан новый метод сокращения выбросов углерода при производстве цемента и спроектирован недорогой робот, который может разбирать мобильные телефоны для повторного использования их компонентов и снижения объёма производственных отходов. Также на этом этапе Сколтех присоединился к программе MISTI и начал принимать на стажировку студентов и аспирантов MIT. В декабре 2019 года институты подписали соглашение о третьем этапе сотрудничества на 2020—2024 годы. В 2021 году в рамках сотрудничества университетов открыт Skoltech Triple Point, линейка предпринимательских конкурсов.
С 2015 года Сколтех является площадкой московского этапа Стэнфордского российско-американского форума (SURF). Это годовая программа сотрудничества и культурного диалога для студентов и профессионалов из России и США, участники которой развивают совместные проекты в областях науки, политики и бизнеса. На осенних мероприятиях в Москве и Тюмени формируются рабочие группы и определяются направления исследований, результаты которых по итогам академического года презентуются в Стэнфордском университете. Также студенты получают возможность представить свои идеи представителям научных кругов и органов власти, которые непосредственно влияют на взаимоотношения между Россией и США. В 2019-м Сколтех и Мюнхенский технический университет подписали соглашение о сотрудничестве и обмене студентами. В 2021 году Сколтех и Университет Шарджи открыли совместную программу исследований по тематике искусственного интеллекта, также в этом году Сколтех заключил соглашения о сотрудничестве с Университетом Бен-Гуриона в Негеве, Делийским университетом, Национальным университетом Сингапура.
5 апреля 2021 года Сколтех вместе с Московской высшей школой социальных и экономических наук, Европейским университетом в Санкт-Петербурге и Российской экономической школой создал Новую лигу университетов. Стороны заявили, что среди целей новой ассоциации вузов: сделать платформу для образовательных инноваций и отработки экспериментальных форм обучения, соответствующих современным глобальным вызовам, на всех уровнях высшего и дополнительного образования.
26 февраля 2022 года, Массачусетский технологический институт (MIT) объявил о прекращении сотрудничества со Сколковским институтом науки и технологий в связи с вооружённым конфликтом между Российской Федерацией и Украиной. В сообщении было заявлено, что президент Лео Рафаэль Райф совершил этот шаг «с глубоким сожалением», однако институт выразил свою признательность коллегам из России и уважением к её народу. В заявление было также отмечено, что «хотя мы должны прекратить сотрудничество, мы гордимся работой MIT со Сколтехом и исследованиями, проведёнными за последнее десятилетие» и что институт находится в контакте с сотрудниками MIT, руководившими программными проектами Сколтеха, а также с их студентами, как и предложит им продолжить заниматься исследовательской работой.

## Персоналии

### Руководство
Руководящими органами Сколтеха служат Общее собрание учредителей, Попечительский совет, Учёный совет, руководство Сколтехом осуществляют ректор (президент), проректоры и вице-президенты. На ноябрь 2022 года непосредственное руководство институтом осуществляли:
- Александр Кулешов (ректор)
- Клеман Фортен (проректор по учебной работе)
- Алексей Ситников (вице-президент по развитию сообщества и коммуникациям)
- Татьяна Захарова (старший вице-президент по финансам и операционным вопросам)
- Александр Сафонов (старший вице-президент по развитию)
- Лоренс Штайн (вице-президент по интеллектуальной собственности и связям с международным бизнес-сообществом)
- Алексей Пономарёв (старший вице-президент по связям с промышленностью)
- Михаил Гельфанд (вице-президент по биомедицинским исследованиям)
- Денис Столяров (проректор по работе со студентами)
- Григорий Кабатянский (вице-президент по академическому сотрудничеству)
- Павлос Лагудакис (вице-президент по фотонике)

Первое заседание Попечительского совета Сколтеха прошло в 2012 году. До 2014 года его возглавлял Владислав Сурков, с 2014 года этот пост занимает Аркадий Дворкович. Учёный совет Сколтеха существует с 2016 года. В него входят представители руководства и профессора Сколтеха и приглашённые эксперты (в том числе, один из самых цитируемых российских физиков Валерий Рубаков и физик в области ядерных технологий Александр Фертман.

### Профессура

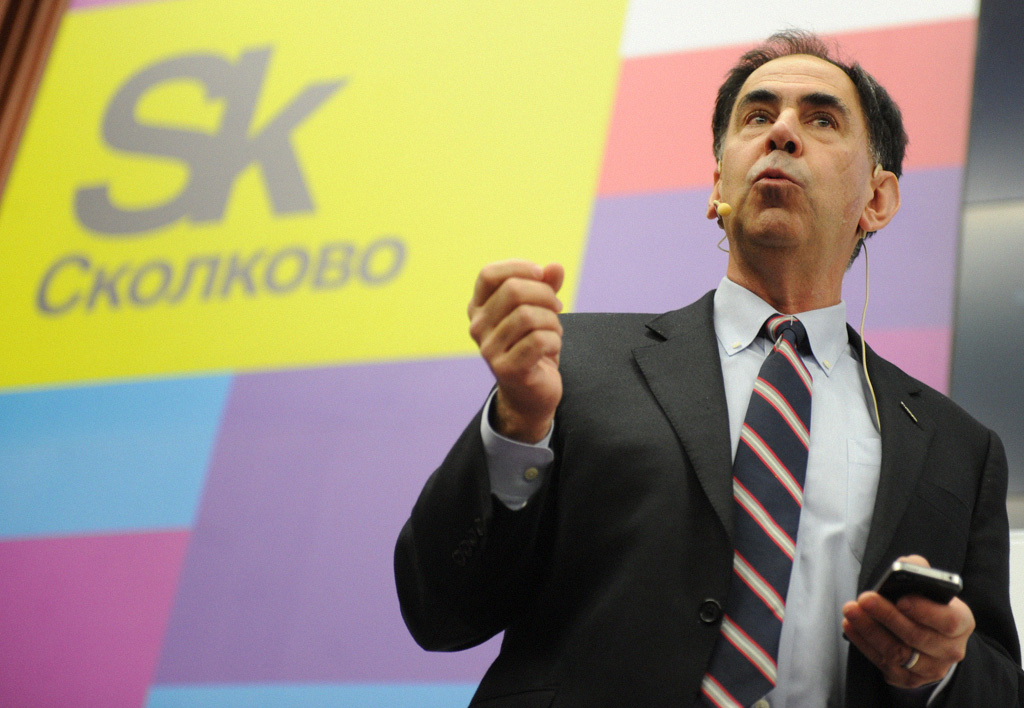
Первый ректор Сколтеха Эдвард Кроули, 2011 год

Одной из целей Сколтеха было возвращение в страну талантливых российских учёных, уехавших работать за границу. Первые три года процесс подбора профессуры был организован на базе MIT, который проводил первоначальный отбор и интервью, и передавал рекомендации российскому партнёру. Большую роль в найме профессуры с первых дней играли феллоу — именитые учёные со всего мира, работавшие в Сколтехе как приглашённые профессора. Уже на середину 2010-х годов до 60 % профессуры Сколтеха составляли учёные, которые вернулись из-за границы, 20—25 % — иностранцы, и только 20 % ранее работали в других российских институтах. В числе профессоров Сколтеха бывшие преподаватели MIT, Калифорнийского технологического института (Caltech), Кембриджского университета, Токийского университета, МГУ, МФТИ.
Профессора выступают в различных ролях в исследовательских, образовательных и инновационных проектах, преподают и занимаются своими исследованиями в рамках специализации конкретных ЦНИО. Соотношение числа студентов и профессоров в Сколтехе составляет 6:1, что соответствует мировым стандартам (чем пропорция меньше, тем больше времени профессор может посвятить исследованиям и индивидуальной работе со студентами; для сравнения, самый низкий в мире показатель имеет Caltech с пропорцией 3:1). В Сколтехе есть 3 уровня профессуры: старший преподаватель (англ. assistant professor), доцент (англ. associate professor) и профессор (англ. full professor).
Система оценки работы и поощрения профессоров мотивирует их привлекать внешние гранты и индустриальные контракты, заниматься исследованиями и инновационной деятельностью, участвовать в создании стартапов и трансфере научных разработок на рынок. В рамках ежегодной аттестации каждому профессору назначаются индивидуальные цели в обучении, исследованиях и инновационной деятельности.
На май 2020 года в Сколтехе было 146 профессоров, в их числе:
- Артём Абакумов
- Евгений Антипов
- Ольга Донцова
- Евгений Фейгин
- Александр Гайфуллин
- Михаил Гельфанд
- Максим Казарян
- Александр Кулешов
- Сергей Ландо
- Константин Лукьянов
- Альберт Насибулин
- Роберт Нигматулин
- Евгений Николаев
- Артём Оганов
- Станислав Смирнов
- Михаил Спасенных
- Глеб Сухоруков

## Инновации
С апреля 2020 года Сколтех совместно с инвестиционным фондом Skolkovo Ventures проводят бесплатный для сколтеховских стартапов инвестиционный менторинг — помогают проектам с построением финансовой модели, учат общаться с потенциальными инвесторами. В интервью ТАСС в июне 2020 года председатель совета директоров фонда «Сколково» Виктор Вексельберг отметил, что Сколтех достиг определённых успехов в преодолении разрыва между академической образовательной программой и реальной сферой применения знаний. По его словам, в 2012—2021 годах в Сколтехе было запущено 125 стартапов, которые привлекли 250 млн рублей, 76 из них стали резидентами инновационного центра «Сколково». В рамках института реализуется большое число программ акселерации и поддержки стартапов, самостоятельных и совместных с индустриальными партнёрами. Также Сколтех был соорганизатором совместного с Philips бизнес-акселератора для проектов, которые могут разрабатывать коммерческие продукты на основе исследований ЦНИО Сколтеха.

### Поддержка предпринимательства
Для поддержки инновационной деятельности студентов и профессоров в структуре Сколтеха работает Центр предпринимательства и инноваций (ЦПИ). Он разрабатывает образовательные курсы, курирует трансляционные исследования, организует нетворкинг, акселерирует созданные в Сколтехе проекты, обеспечивает интеграцию в предпринимательскую систему «Сколково». Центр проводит интенсивы по инновациям, в ходе которых студенты проходят путь от идентификации потребностей до создания и презентации продукта, курсы по предпринимательству, коммерциализации научных разработок, привлечению инвестиций, защите интеллектуальной собственности и пр.. В структуре Сколтеха также работает Офис трансфера знаний (ОТЗ), который обеспечивает правовую охрану разработок, поиск внешних партнёров для поддержки исследований и работает над коммерциализацией разработок.

## Рейтинги
- В 2019 году Сколтех стал единственным российским вузом в сотне сильнейших молодых (младше 50 лет) вузов мира по версии журнала Nature Index[111]. В 2021 Сколтех занял в этом рейтинг 65 место[112], поднявшись на 32 позиции.
- В 2021 году Сколтех занял 21 место в категории перспективных университетов, которые показывают лучшую динамику среди организаций рейтинга Nature Index 2021 Young Universities[113].
- Сколтех входит в тройку самых востребованных у российских работодателей технологических вузов страны по версии «Социального навигатора» МИА «Россия Сегодня» от 2019 года[114].
- Сколтех занял первое место среди российских вузов и стал пятым среди всех российских организаций по количеству патентов согласно специальному отчёту по оценке патентной активности российского бизнеса на национальном и американском рынках полученных в США за год по версии крупнейшего агрегатора общемировых и американских патентных данных IFI CLAIMS[115].
- Сколтех единственный российский университет, вошедший в ТОП-1000 Мирового рейтинга лучших вузов в области компьютерных наук и электроники 2021 года, опубликованный Guide2Research[116].
- В 2021 году Сколтех впервые вошел в рейтинг SCImago Institutions Rankings и занял лидирующие позиции среди университетов России и Восточной Европы в компьютерных науках, биохимии, генетике и молекулярной биологии[117].
- Сколтех входит в международный рейтинг QS World University Rankings by Subject 2021 в нефтегазовом инжиниринге[118].

## Финансирование
Основные источники финансирования Сколтеха — грант фонда «Сколково» по государственной программе «Экономическое развитие и инновационная экономика», исследовательские гранты, доходы от контрактов с индустрией, оплата услуг профессионального образования и подготовки кадров для компаний, средства от инвестирования фонда целевого капитала. По итогу 2018 года Сколтех получил контрактов и грантов на 1 млрд рублей, в 2019 — 1,5 млрд; в 2020 — 2 млрд; в 2021 — 2,5 мдрд.
Формирование эндаумента началось в 2011 году по решению комиссии по модернизации и распоряжению Дмитрия Медведева, который обязал государственные компании отчислять в фонд 1 % от расходов на программы инновационного развития или 0,5—3 % годовой чистой прибыли. Планировалось потратить эти средства, в том числе, на исследования и разработки для самих госкомпаний. За 2012 год поступило 4 млрд: 1,9 млрд от «Роснефтегаза», 220 млн от РЖД, 210 млн от Росатома, 9 млн от Ростеха и 970 тыс. — от дочерней компании Минобороны. На следующий год отчислений не было совсем, а сменивший Медведева на посту президента Владимир Путин в конечном счёте отменил распоряжение Медведева по настоятельной просьбе руководителей госкомпаний, сделав взносы добровольными. Тем не менее, на апрель 2018 года эндаумент Сколтеха объёмом 4,7 млрд рублей был крупнейшим университетским фондом целевого капитала в России.

## Кампус

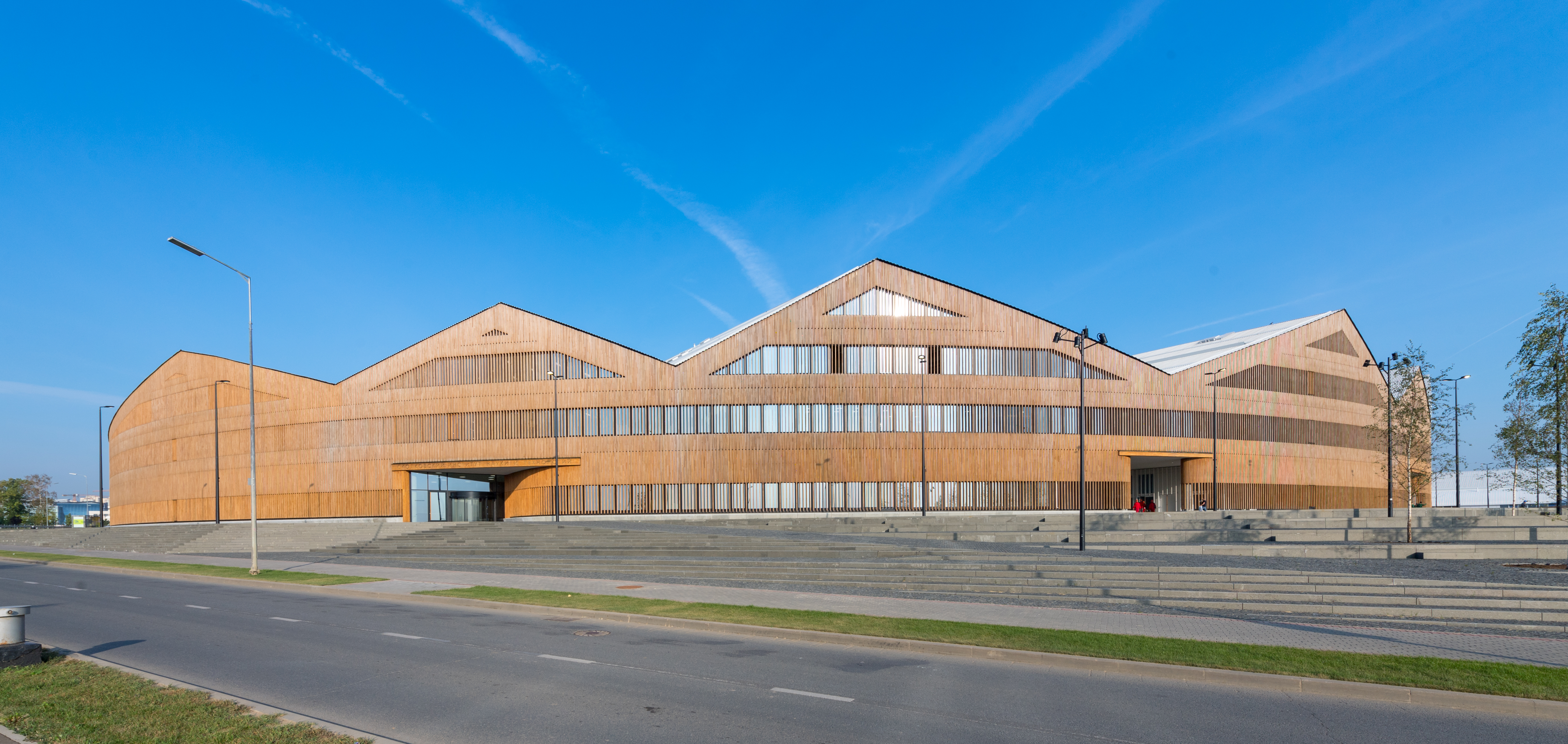
Кампус Сколтеха, 2018 год

Комплекс Сколтеха и окружающего его третьего района Сколкова спроектировало швейцарское архитектурное бюро Herzog & de Meuron. По проекту кампус площадью 136 тыс. м² представляет собой кольцо диаметром 280 метров, в которое вписаны два кольца меньшего размера. Пространство внутри большого кольца дробится прямоугольными корпусами, выстроенными по модульной сетке 7 × 7 м. Здания частично приподняты на колоннах и почти из любой точки кампуса открывается вид на центральный двор. В кольцах находятся учебные помещения и администрация, на пересечении колец — главный зал, в прямоугольных корпусах — лаборатории, а технические помещения вынесены на подземный уровень. В оформлении внешнего фасада здания Сколтеха использованы вертикальные деревянные блоки, создающие игру света и тени; фасады внутренних колец декорированы деревянными панелями; лабораторных корпусов — алюминиевыми планками. Кампус был построен в 2018 году, до этого институт размещался в помещениях Московской школы управления «Сколково». В 2019 году Сколтех получил главный приз в номинации «Лучший университетский кампус» в рамках архитектурной премии Prix Versaille, которая вручается под эгидой ЮНЕСКО.